# Leptotrichum setiferum
Leptotrichum setiferum là một loài rêu trong họ Ditrichaceae. Loài này được Mitt. mô tả khoa học đầu tiên năm 1859.